# Meyers Mehlbeere
Meyers Mehlbeere (Sorbus meyeri) ist eine Pflanzenart, die zum Komplex der Bastard-Mehlbeeren (Sorbus latifolia agg.) aus der Gattung Mehlbeeren (Sorbus) innerhalb der Familie der Rosengewächse (Rosaceae) gehört. Sie ist aus einer Hybridisierung der Tauber-Mehlbeere (Sorbus dubronensis) mit der Elsbeere (Sorbus torminalis) entstanden. Als eine agamosperme Art pflanzt sie sich ungeschlechtlich fort.

## Beschreibung

### Vegetative Merkmale

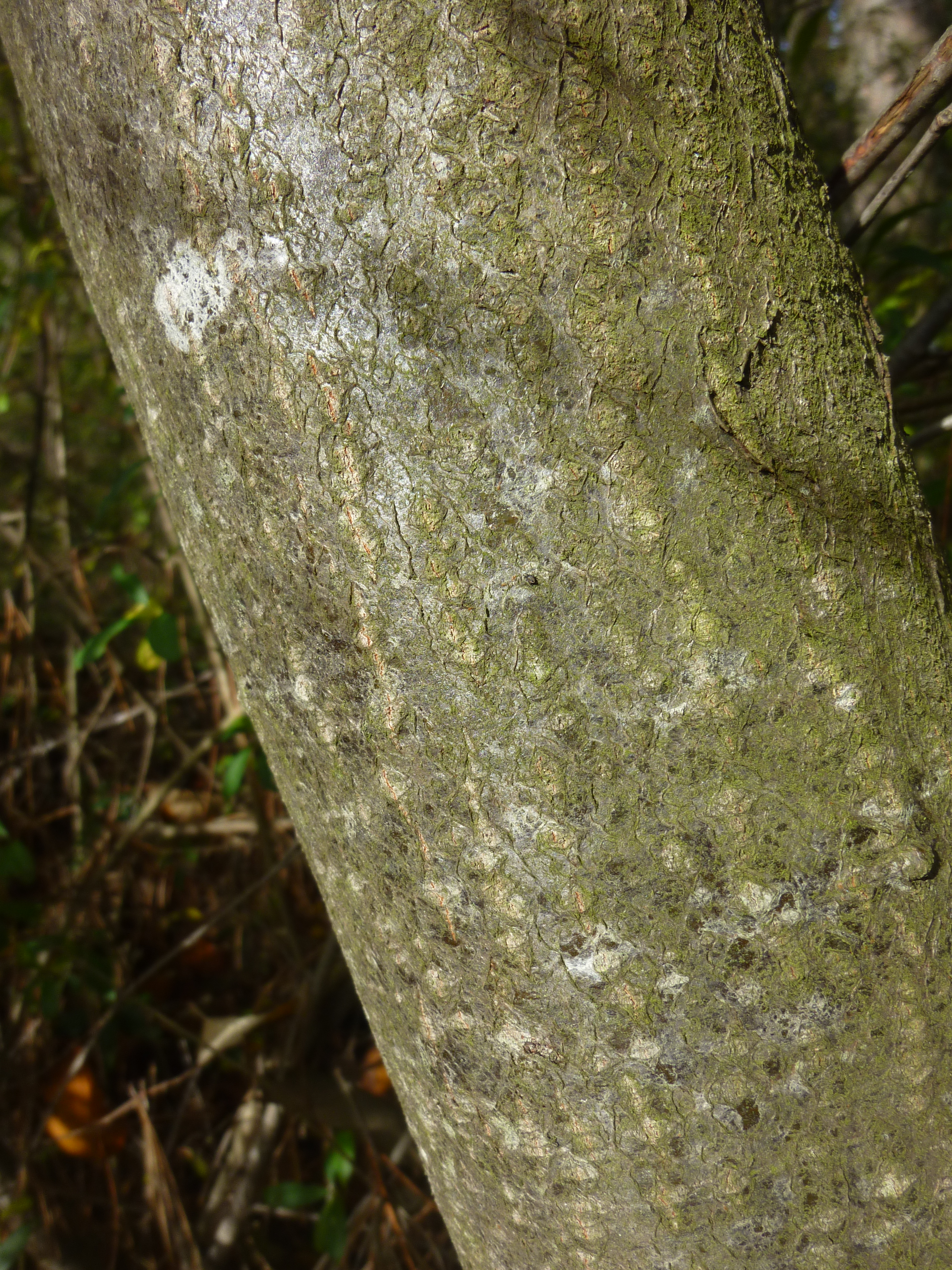
Borke von Meyers Mehlbeere, Külsheim, 13. Oktober 2012

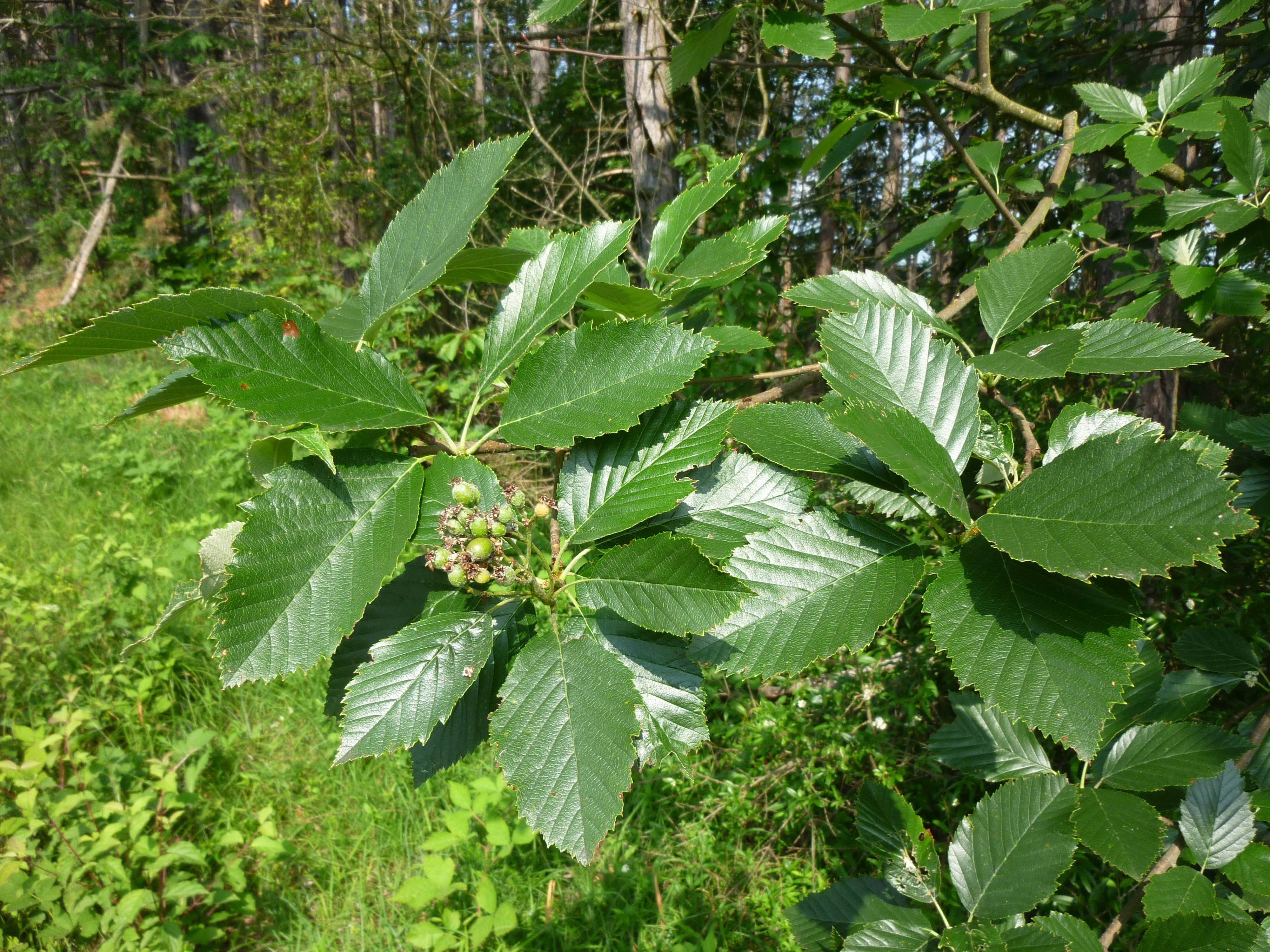
Blätter von Meyers Mehlbeere bei Külsheim, 6. September 2013

Meyers Mehlbeere ist ein schlanker Baum, der Wuchshöhen von bis zu 15 Metern erreicht.
Die wechselständige angeordneten Laubblätter sind in Blattstiel und Blattspreite gegliedert. Der Blattstiel verfärbt sich in den Herbst hinein von hellgrün in rosafarben. Der Blattschnitt erinnert an den einer Hainbuche (Carpinus betulus). Die Blattunterseite ist vom Austrieb bis in den Herbst hellgrau filzig behaart und die Blattoberseite anfangs mittelgrün, später dunkler. Die Blattspreite besitzt zehn bis elf Blattnervenpaare. Die Laubblätter bleiben im Herbst eine relativ lange Zeit am Baum. Auf regenarme Sommer reagiert Meyers Mehlbeere nicht mit Trockenschäden.

### Generative Merkmale

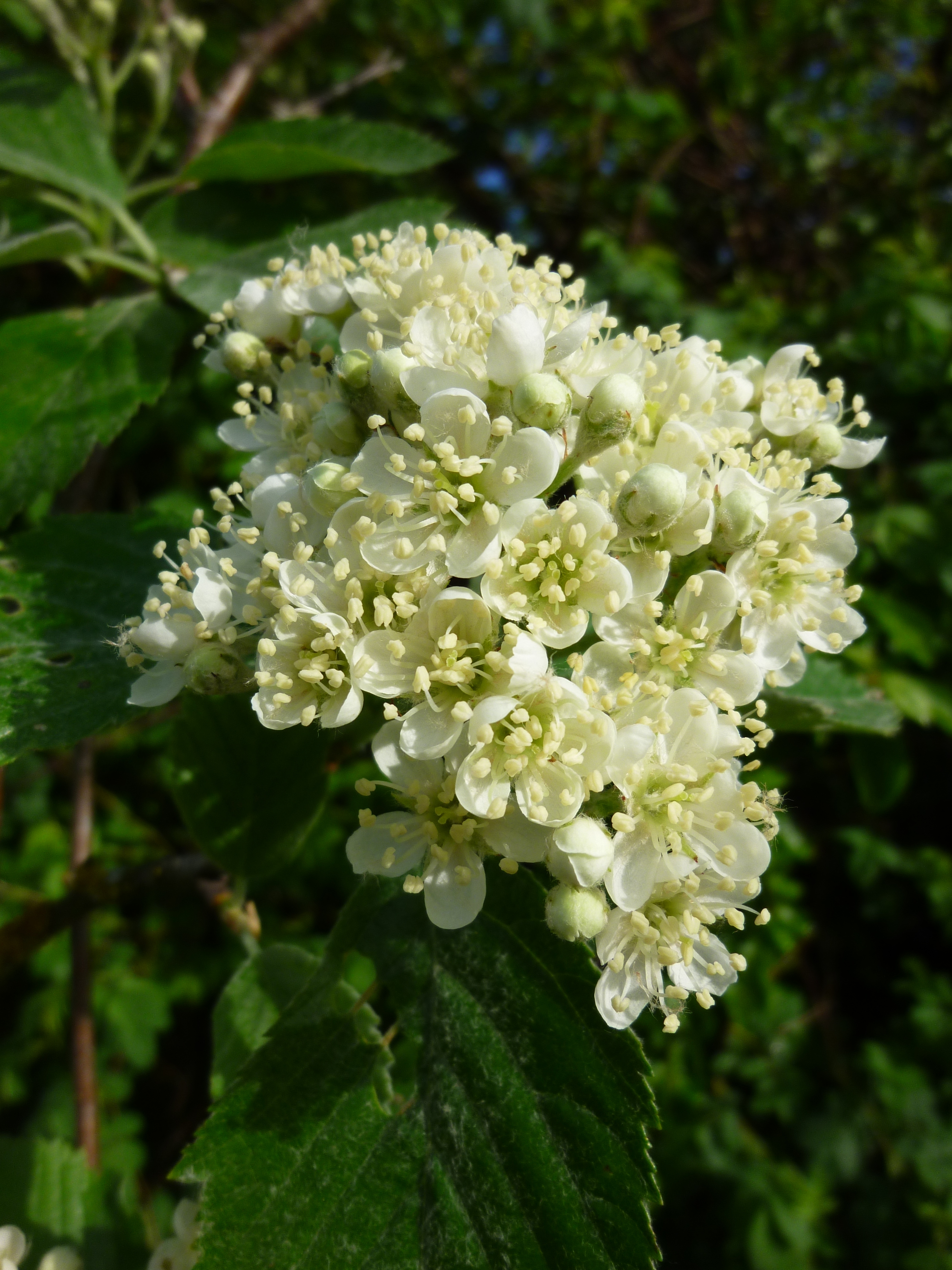
Blütenstand mit radiärsymmetrischen Blüten

Die dunkelorange bis hellroten Scheinfrüchte sind (11-) 12–13 × 9,5–11 Millimeter groß, die zahlreichen Lentizellen in der Fruchtmitte relativ groß.

## Vorkommen
Meyers Mehlbeere ist ein Lokalendemit Süddeutschlands mit Hauptvorkommen in der Umgebung um Külsheim, Hardheim und Tauberbischofsheim (Baden-Württemberg). Nachweise aus Bayern sind ebenfalls bekannt.
Die Mehlbeere kommt in der Regel auf Muschelkalk in Höhenlagen zwischen 280 und 415 Metern vor. Ihre bevorzugten Standorte sind südexponierte, warme Hänge an Waldrändern und in Magerrasen.

## Entdeckung und Namensgebung
Sorbus meyeri wurde 2014 von Steffen Hammel und Bernd Haynold erstbeschrieben. Das Artepitheton meyeri ehrt Norbert Meyer, einem auf Mehlbeeren-Arten spezialisierten Biologen, der in den 1990er Jahren selbst zahlreiche neue Mehlbeeren-Arten aus Bayern beschrieben hat. Der Typusbeleg befindet sich im Naturkundemuseum Stuttgart (STU).
Sennikov und Kurtto führen die Art seit 2017 unter dem Namen Karpatiosorbus meyeri. Christenhusz, Fay und Byng ordnen die Mehlbeere 2018 der Birnengattung Pyrus zu und benennen sie nach einem der Erstbeschreiber Pyrus hammelii.

## Gefährdung und Schutzverantwortung
Die Rote Liste der Farn- und Blütenpflanzen Deutschlands bezeichnet Meyers Mehlbeere als extrem selten. Für ihre Erhaltung ist Deutschland in besonders hohem Maße verantwortlich.